# Sudden Strike (jeu vidéo)
Sudden Strike est un jeu vidéo de tactique en temps réel développé par Fireglow Software et publié par cdv Software Entertainment en 2000 sur PC. Le jeu marque le début de la série Sudden Strike. Il se déroule pendant la Seconde Guerre mondiale et permet au joueur de commander les forces de l’Allemagne, de l’URSS ou des Alliés. Le jeu propose une campagne pour chaque faction ainsi que des missions individuelles et un mode multijoueur. La campagne allemande commence au début de la guerre avec l’invasion de la France. La campagne russe est centrée sur la défense de l’URSS lors de l’offensive allemande de 1941 et celle des Alliés débute avec le débarquement en Normandie. Au cours des différentes missions, le joueur contrôle jusqu’à plusieurs centaines d’unités incluant de l’infanterie, des blindés, de l’artillerie et l’aviation.
Sudden Strike bénéficie d’une extension, Sudden Strike Forever, publiée en 2001. Celle-ci inclut sept nouvelles missions et quatre campagnes au cours desquelles le joueur peut commander les forces américaines, anglaises, allemandes et russes sur différents fronts. Elle intègre également de nouveaux types d’unités, comme les mortiers, les secouristes et les bombes téléguidées. Il bénéficie également de trois suites : Sudden Strike 2 (2002), Sudden Strike 3: Arms for Victory (2007) et Sudden Strike 4 (2017).

## Système de jeu
Sudden Strike est un tactique en temps réel qui se déroule pendant la Seconde Guerre mondiale et permet au joueur de commander les forces de l’Allemagne, de l’URSS ou des Alliés. Contrairement à un jeu de stratégie en temps réel classique, il met de côté la gestion des ressources et la production d’unités ou d’infrastructures pour se concentrer uniquement sur l’aspect tactique des combats. Le joueur commence ainsi chaque mission avec un nombre prédéfinis d’unités avec lesquelles il doit accomplir ses objectifs, sans possibilité de les remplacer ou d’en acquérir de nouvelles,. Sudden Strike se distingue d’abord des autres jeux du genre par la grande échelle des affrontements qu’il simule, chaque scénario pouvant impliquer jusqu’à 1000 unités. Il se différencie également par son réalisme historique, proche de celui des wargames au tour par tour. Le jeu propose ainsi un grand nombre d’unités différentes –incluant de l’infanterie, des chars d'assaut, de l’artillerie et de l’aviation – et les troupes disponibles pour chaque camp correspondent à celles utilisées par ces derniers pendant la Seconde Guerre mondiale. En matière d’infanterie, il propose ainsi des officiers, des snipers, des fusiliers, des troupes antichars, des mitrailleuses, des commandos, des experts en explosifs et des troupes de reconnaissance,. Du côté des véhicules et de l’artillerie, il inclut notamment des transports de troupes, des jeeps, des chars d’assaut, de l’artillerie mobile, des autochenilles, des canons anti-aériens et des bombardiers,. Chaque type d’unités possède ses spécificités, que ce soit en termes d’attaque, de défense ou de mouvement. Chaque unité ne peut de plus opérer que si elles disposent de munitions et le joueur doit donc assurer leur approvisionnement par voie terrestre ou aérienne. Les véhicules et les pièces d’artillerie ont de plus besoin d’un équipage pour fonctionner et, lorsqu’ils sont détruits, leurs équipages peuvent être assignés à d’autres tâches.
Le jeu propose trois campagnes, une pour chaque faction, composée chacune de douze missions. La campagne allemande commence au début de la guerre avec l’invasion de la France. La campagne russe est centrée sur la défense de l’URSS lors de l’offensive allemande de 1941 et celle des Alliés débute avec le débarquement en Normandie. Il propose également une trentaine de missions individuelles ainsi qu’un mode multijoueur.  

## Extension
Sudden Strike bénéficie d’une extension, Sudden Strike Forever, publiée en 2001. Celle-ci inclut sept nouvelles missions et quatre campagnes au cours desquelles le joueur peut commander les forces américaines, anglaises, allemandes et russes sur différents fronts. Elle intègre également de nouveaux types d’unités, comme les mortiers, les secouristes et les bombes téléguidées.

## Accueil

### Sudden Strike
| Sudden Strike         |      |       |
| Média                 | Pays | Notes |
| Computer Gaming World | US   | 3.5/5 |
| Gamekult              | FR   | 7/10  |
| GameSpot              | US   | 56 %  |
| Gen4                  | FR   | 15/20 |
| Jeuxvideo.com         | FR   | 17/20 |
| Joystick              | FR   | 83 %  |
| PC Gamer US           | US   | 62 %  |
| PC Zone               | US   | 86 %  |

### Sudden Strike Forever
| Sudden Strike Forever |      |       |
| Média                 | Pays | Notes |
| GameSpot              | US   | 58 %  |
| Gen4                  | FR   | 15/20 |
| Jeuxvideo.com         | FR   | 16/20 |
| Joystick              | FR   | 55 %  |
| PC Jeux               | FR   | 80 %  |

## Postérité
Sudden Strike  bénéficie de trois suites : Sudden Strike 2 (2002), Sudden Strike 3: Arms for Victory (2007) et Sudden Strike 4 (2017).